# Parafia św. Doroty w Przyrowie
Parafia Świętej Doroty w Przyrowie – rzymskokatolicka parafia w Przyrowie. Należy do dekanatu Olsztyn archidiecezji częstochowskiej. Została utworzona w XIV wieku.